# Битка код Рокроа (1643)
Битка код Рокроа (1643) (енгл. Battle of Rocroi) била је сукоб између Француза и Шпанаца у завршном периоду тридесетогодишњег рата.

## Позадина
Крајем 1642. умро је Ришеље, шеф француске владе, а почетком 1643. Луј XIII. У тежњи да искористи ту ситуацију, шпанска војска од око 27.000 људи, под Франциском Мељом, упала је маја 1643. из Шпанске Низоземске у Француску. Шпанци су опсели Рокроа, у намери да најкраћим путем избију пред Париз.

## Битка
Шпанска војска из Фландрије (18.000 пешака и 9.000 коњаника, са 18 топова) под Франциском Мељом опсела је 13. маја утврђени градић Рокроа у Северној Француској. Пошто је прикупио војску од око 23.000 људи (16.000 пешака и 7.000 коњаника, са 12 топова), француски војсковођа Велики Конде кренуо је у деблокаду и већ 18. маја прекинуо опсаду града. Сутрадан, 19. маја, шпанска војска је примила битку на отвореном пољу и доживела тежак пораз. Шпанци су имали око 8.000 погинулих и 7.000 заробљених, а Французи 2.000 погинулих војника.

## Последице
Победа код Рокроа отклонила је опасност за Француску од шпанског продора са севера.